# Monique Quint-Maagdenberg
Monica Josepha Ignatius (Monique) Quint-Maagdenberg ('s-Gravenhage, 22 januari 1945) is een voormalig Nederlands politica.
Quint-Maagdenberg is een historica, die na lerares in het middelbaar onderwijs te zijn geweest en twee jaar in de Provinciale Staten van Limburg (1987-1989) te hebben gezeten, in 1989 Tweede Kamerlid voor de PvdA werd. Ze sprak in de Kamer behalve over onderwijs ook geregeld over ontwikkelingssamenwerking. Na haar vertrek uit de Haagse politiek werd ze in 1996 burgemeester van Vaals. Dit bleef ze tot 2005. In 2008 was ze waarnemend burgemeester van Voerendaal.
Quint-Maagdenburg heeft in allerlei commissies en besturen gezeten, vooral in Geleen. Ze was onder meer lid van het dagelijks bestuur van het Sociaal Historisch Centrum Limburg en is heden ten dage voorzitter van het Monumentenhuis Limburg. Op 23 juni 2007 werd ze officieel benoemd tot beschermvrouwe van de Koninklijke Harmonie St. Cecilia 1836 Vaals.

## Onderscheiding
- Ridder in de Orde van Oranje-Nassau (24 november 2005)

- Parlement.com: vg09llqpi3qx